# Claudio, Lupercio y Victorio
Los santos Claudio, Lupercio y Victorio (León, martirizados hacia el 304) fueron tres soldados del ejército romano, mártires durante las persecución a los cristianos y venerados como santos por la Iglesia católica.

## Leyenda
La tradición les ha considerado hijos de san Marcelo el Centurión y dice que fueron martirizados en León, durante el reinado de Diocleciano; nada más se sabe de su existencia. Su festividad litúrgica se ha hecho coincidir con la de Marcelo, el 30 de octubre. En el antifonario mozárabe de la catedral de Toledo, hay una interpolación del siglo XI, que menciona los nombres de los santos que han sido hallados en el archivo de Toledo entre los que se encuentran estos tres y los relaciona con Marcelo.
La relación paterno filial de estos santos y Marcel también ha sido descrita como apócrifa. Algunos escritos dicen que es más probable la tesis de que Claudio, Lupercio y Victorio fueran soldados de origen hispánico y que fueran mártires en León, lo que explicaría su culto arraigado en el antiguo Reino de León y territorios cercanos. La coincidencia de las fechas al martirologio romano haría que se creara una leyenda que la explicara, y de ahí que pasaran a convertirse en hijos de Marcelo.
Otra leyenda, totalmente extemporánea, decía que este Claudio, hijo de Marcelo, fundó un monasterio cerca de la ciudad de León, que sería el monasterio de San Claudio, ya desaparecido.

## Veneración
Las reliquias de los santos fueron trasladadas en varias ocasiones. Fernando I de Castilla las instaló en la colegiata de San Isidoro, en León. El año 1173 las llevaron a una iglesia dedicada a los tres mártires, donde estuvieron hasta que fue derribada en 1834. Entonces, se trasladaron a la iglesia de San Marcelo, en León, donde están actualmente.